# Laguna Madre (Mexique)
La Laguna Madre est une lagune côtière du nord-est du Mexique qui s'étend le long de la côte du Tamaulipas sur plus de 200 km, du delta du Río Grande au nord à l'embouchure du fleuve Soto la Marina près de La Pesca au sud. Elle est séparée du golfe du Mexique par un certain nombre d'îles barrières, dont Barra Los Americanos, Barra Jesus Maria et Barra Soto la Marina qui sont situés dans les municipalités de Matamoros, San Fernando et Soto la Marina.
Il ne faut pas confondre avec Laguna Madre, une lagune similaire qui se situe au sud-est du Texas.

## Description
La Laguna Madre est très peu profonde, avec une profondeur moyenne de seulement 0,9 m. Le lagon n'est relié à l'océan que par deux entrées étroites, de sorte que l'amplitude des marées, déjà mineur dans cette partie du golfe du Mexique, est négligeable. Ses faibles courants suivent généralement les vents dominants qui peuvent influencer le niveau de l'eau jusqu'à un mètre.
Océanographiquement , la Laguna Madre est considérée comme une lagune hypersaline, donc généralement beaucoup plus salé que l'océan, car il est presque enclavé dans un environnement semi-aride. Sa salinité peut varier énormément en fonction des précipitations et de l'afflux d'eau douce, allant de 120 ppt (12 %) - plus de trois fois plus salé que l'océan - à 2 ppt (0,2 %) après une forte pluie.
Laguna Madre est l'un des habitats d'hivernage des oiseaux les plus importants du Mexique. Elle abrite 26 espèces de sauvagine, dont le pluvier gris (Pluvialis squatarola), le sanderling (Calidris alba), le bécasseau mineur (Calidris minutilla) et le pluvier siffleur (Charadrius melodus). Les populations de rouquin (Aythya americana) et de canard pilet (Anas acuta) comptent plus de 100 000 individus. Il y a 144 espèces d'oiseaux résidents, y compris des oiseaux aquatiques et des oiseaux terrestres. Il se trouve sur la route migratoire du golfe du Mexique, une voie de migration importante pour les oiseaux aquatiques, chanteurs et de proie.